# Txell Bragulat i Vallverdú
Txell Bragulat i Vallverdú (Barcelona, 1973) és una activista pels drets humans catalana, llicenciada en història i directora de l'ONG Sodepau. A més, coordina la Mostra de Cinema Àrab i Mediterrani de Catalunya amb el propòsit de «contrarestar els estereotips i prejudicis que ens venen a través del cinema i dels mitjans de comunicació, que són a la base de la islamofòbia». Actualment compten amb un catàleg d'una vintena de pel·lícules subtitulades en català que, més enllà del festival, es projecten arreu a través de la Federació Catalana de Cineclubs.

## Obra publicada
- David Karvala (ed.); Txell Brugulat... [et al.]. Combatir la islamofobia: una guía antirracista. Barcelona: Icaria, 2016. ISBN 978-84-9888-715-0.